# ريواندي وحيد
ريواندي وحيد (بالإنجليزية: Riwandi Wahit)‏ (مواليد 16 يونيو 1985 في مقاطعة كالمنتان الشرقية) لاعب كرة قدم من بروناي دولي يجيد اللعب في خط الهجوم . يلعب حاليا لصالح نادي كيو أي اف من بروناي منذ 2006.

## روابط خارجية
- ريواندي وحيد على موقع قاعدة بيانات كرة القدم.إي يو (الإنجليزية)
- ريواندي وحيد على موقع ناشيونال فوتبول تيمز (الإنجليزية)
- ريواندي وحيد على موقع Soccerway.com (الإنجليزية)